# Jori Smith
Marjorie „Jori“ Smith (* 1. Januar 1907 in Montreal; † 12. November 2005 ebenda) war eine kanadische Malerin und Zeichnerin. Sie war eine zentrale Figur der Kunstszene Montreals in den 1930er Jahren und Gründungsmitglied der Eastern Group of Painters sowie der Contemporary Arts Society.

## Leben
Marjorie Smith war 15 Jahre alt, als sie sich 1922 an der Art Association of Montreal einschrieb und Unterricht bei Randolph Hewton nahm. Als die Schule drei Monate später geschlossen wurde, wechselte sie an die École des Beaux-Arts, wo sie in den folgenden fünf Jahren zahlreiche Preise gewann. Gleichzeitig besuchte sie das Monument National, wo sie später bei Edwin Holgate studierte. 1926 wurde sie von Albert Laberge, dem Kunstkritiker der Zeitung La Presse, als eine der drei besten Studentinnen der Schule hervorgehoben. 1930 heiratete Jori Smith den Künstler Jean Palardy, mit dem sie eng zusammenarbeitete.
1930 unternahmen Jori Smith und ihr Mann ihre erste Malreise in die Region Charlevoix (Québec). In den folgenden zehn Jahren verbrachten sie viel Zeit in der Region, mieteten zwei Jahre lang ein Haus, wohnten bei verschiedenen Familien und kauften schließlich ihr eigenes Sommerhaus in Petite-Rivière-Saint-François. Zwei Sommer lang reisten sie mit dem Ethnografen Marius Barbeau durch die Region und unterstützten ihn bei seinen Studien über die Kultur von Charlevoix. Jori Smith tauchte in die ländliche Gemeinschaft ein und ließ sich von den Menschen, die sie traf, stark inspirieren. Gleichzeitig öffnete sie die Türen für viele Künstler und Intellektuelle sowohl in Charlevoix als auch in Montreal, darunter ihre engsten Freunde Jean Paul Lemieux, Marian Scott und John Lyman sowie Goodridge Roberts und Alfred Pellan.
1934 unternahm Jori Smith mit Jean Palardy Reisen nach Europa, die sie nach Frankreich, Spanien und England führten, wo sie sich für zeitgenössische britische Künstler interessierte. Auf diesen Reisen entstanden zahlreiche Landschaftsbilder in Feder und Tinte, Aquarell und Öl. 1937 hatte sie ihre erste Einzelausstellung in der Picture Loan Society in Toronto; zu diesem Zeitpunkt signierte sie ihre Werke bereits mit Jori Smith. Zwei Jahrzehnte später, nach der Trennung von Palardy, zog sich Smith von der Ausstellungsszene zurück und verbrachte immer mehr Zeit auf Reisen. 1976 tauchte sie wieder auf und malte bis in ihre neunziger Jahre täglich.

## Werk
Jori Smith wurde stark von den Werken Pierre Bonnards inspiriert. Ihre frühen Werke wie Nude (1937) zeigen bereits einen modernistischen Ansatz mit einer eher gedeckten Farbpalette. Unter dem Einfluss von Alfred Pellan wandte sie sich helleren Farben zu, wie The Communicant (1944) zeigt. Jori Smith war bekannt für ihre Porträts, Stillleben, Figurenbilder, Landschaften und Wandmalereien. Ihre Werke zeigen Einflüsse der europäischen Moderne und zeichnen sich durch eine einfühlsame Darstellung der Persönlichkeit der Dargestellten aus.  Besonders bemerkenswert sind ihre Kinderporträts und Landschaften, die ihre Begeisterung für die Natur und das Leben widerspiegeln. Ein bekanntes Werk von Jori Smith ist ihr Selbstporträt aus dem Jahr 1945.